# Зелень Гинье

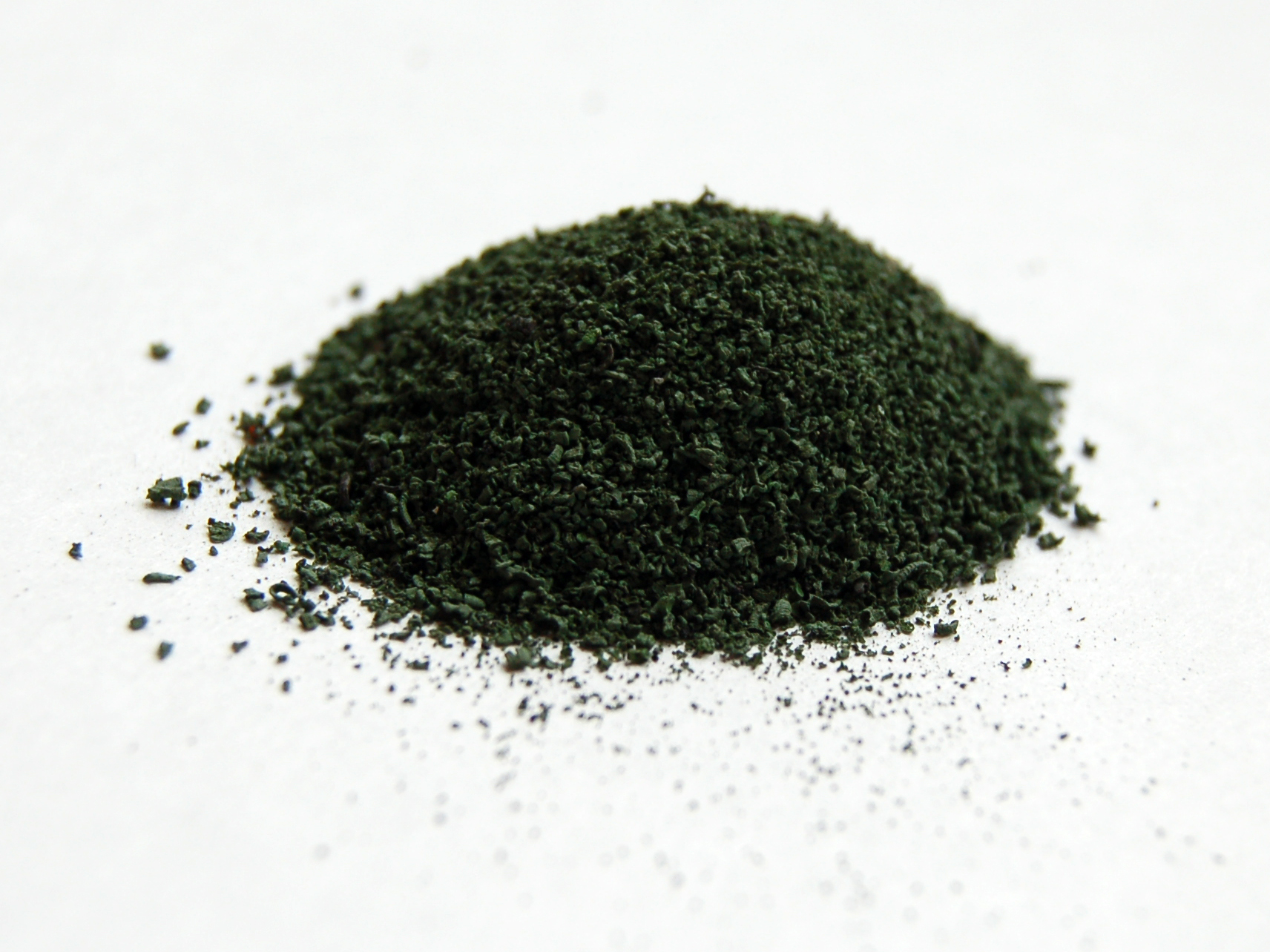
Зелень Гинье

Зе́лень Гинье́, или вер-гинье (фр. vert Guignet), изумрудная зелень — неорганическое соединение, зелёный пигмент, гидратированный оксид хрома(III) Cr2O3•nH2O, где n = 1,5–3.
Большая часть воды в составе пигмента адсорбирована и дегидратация при температурах до 200 °C не влияет на цвет пигмента, при более высоких температурах пигмент теряет остаток воды с образованием безводного оксида хрома Сr2О3 оливково-зелёного цвета.
Производится две разновидности пигмента:
- аморфная изумрудная зелень с относительно крупными частицами размером 1—10 мкм, неукрывистый «прозрачный» пигмент, применяется для изготовления полиграфических и художественных красок для работы по белой подложке или грунту;
- кристаллическая мелкодисперсная изумрудная зелень с высокой укрывистостью (до 60 г/м²), применяется для изготовления покровных красок и эмалей.

Аморфную разновидность пигмента получают прокаливанием при 550—600 °C смеси бихромата калия и борной кислоты с последующим выщелачиванием плава водой, сушкой и размолом остатка; такой пигмент содержит до 5 % B2O3.
Кристаллическую разновидность пигмента получают восстановлением водного раствора бихромата калия сахаром, мелассой или водородом при 300 °C и 200—350 МПа.